# Charles Coocoo
Charles Coocoo, de son vrai nom Matotoson Iriniu, ce qui signifie dans la langue atikamekw « celui qui dirige les cérémonies », est l’un des pères spirituels des Atikamekws au Québec.
Né en 1948, originaire de la communauté de Wemotaci (Mauricie), Charles Coocoo est le premier Atikamekw à publier un recueil de poèmes, Broderies sur mocassins (1988). Tour à tour et simultanément, travailleur forestier, draveur, menuisier-charpentier, il travaille un temps à un projet expérimental de maisons solaires (1974).
Il participe à plusieurs films dont Automne sauvage (Québec, 1992), Histoire de Sable (2004) et Identités atikamekws (2005-2007). 
En 1997, la Télévision de Radio-Canada lui consacre un épisode de l’émission Second Regard. Il travaille ensuite à l’école de Wemotaci comme conseiller linguistique et interprète, chargé de faciliter la communication entre les élèves atikamekws et les professeurs non atikamekws. Il est aujourd’hui « bénévole social » dans sa communauté et s’implique dans toutes les activités qui s’y déroulent.
Après la publication de Broderies sur mocassins, il prononce plusieurs conférences à travers le monde sur différents aspects de la culture des Atikamekws, et signe des articles dans diverses revues. Il entreprend une quête personnelle qui le porte à interroger les aînés sur les pratiques spirituelles atikamekws d’avant l’arrivée du catholicisme. Devenu « porteur de pipe » et ainsi autorisé à pratiquer certaines cérémonies spirituelles, il contribue à revitaliser les pratiques ancestrales dans sa communauté.

## Œuvre
- Broderies sur mocassins (1988)